# Solvej Balle
Solvej Balle (født 16. august 1962 i Bovrup, Sønderjylland) er en dansk forfatter. Hun debuterede som 24-årig med romanen Lyrefugl i indholdstraditionen af Robinsonader, idet romanens kvindelige hovedperson strander på en ø. 

## Baggrund
Fra 1979 til 1990 har hun rejst og boet i Frankrig, Australien, USA og Canada. Solvej Balle har studeret litteraturvidenskab og filosofi på Københavns Universitet, og fra 1987 til 1989 var hun elev på  Poul Borums forfatterskole. Fra 1994 til 1997 redigerede hun desuden sammen med forfatterkollegaen  Christina Hesselholdt det litterære tidsskrift Den Blå Port. Siden 2008 har hun været bosat i Marstal på Ærø, hvorfra hun driver sit forlag Pelagraf, der fra 2013 har udgivet hendes bøger.

## Forfatterskab
Solvej Balles gennembrud fulgte dog først rigtigt med Ifølge Loven fra 1993, der gav Solvej Balle en central placering i 90'ernes danske litteratur sammen med andre kvindelige Forfatterskoleelever, som Helle Helle (Eksempel på liv), Kirsten Hammann (Vera Winkelvir), Christina Hesselholdt (Køkkenet, gravkammeret & landskabet), Merete Pryds Helle (Vandpest) og andre.
Fælles for alle disse forfattere er, at de alle er kvindelige forfattere som debuterede eller fik deres store gennembrud i og omkring 1993. Teksterne var postmodernistiske i deres udtryk, og i form placerede de sig i grænsezonen mellem roman, novelle og lyrik som uplacerbar kortprosa. Tematisk set fortsatte de 80'ernes krop- og nærværstema, dog i en mere brutal og dissekerende form. Af andet tematisk indhold kan nævnes naturvidenskaben og natur mod kultur.
Virkemidler, der er typiske for Solvej Balle og de andre kvindelige 90'er-modernister, er minimalisme og metafiktion. Derved brød de kvindelige forfatterskoleprosaister både tematisk, formmæssigt og fortællemæssigt med den anden store tendens i samtiden, nemlig en ny realisme (fx Jan Sonnergaard Radiator og senere Jakob Ejersbo Nordkraft).
Solvej Balles Ifølge Loven er klasseeksemplet på en postmodernistisk tekst, hvor "de store fortællinger er døde". Derved sættes mennesket i Ifølge Loven uden rod, placeret i en ikke umiddelbart genkendelig verden (et absurd univers). I dette univers leger det metafiktive projekt med de fiktive personers monomane projekter. I Ifølge Loven tages det postmoderne menneskes dehumaniserende vilkår op til debat. 
Den 1. november 2022 modtog Solvej Balle Nordisk Råds litteraturpris for romanen Om udregning af rumfang I, II og III. Hun modtog prisen for de tre første af i alt syv planlagte bind om karakteren Tara Selter, som oplever datoen 18. november igen og igen.
I 2025 blev hun nomineret til den prestigefyldte Man Booker International Prize for den engelske oversættelse af hendes bog fra 2020 Om udregning af rumfang I, On the Calculation of Volume I.